# Gerben Nammens Bouma
Doctor Gerben Nammens Bouma (Sneek, 9 juni 1858 - Sneek, 30 januari 1935) was een Nederlands arts, chirurg en politicus.

## Carrière
Op 12 mei 1887 betrok Bouma een groot herenhuis aan de Wijde Noorderhorne 1 in Sneek, waar hij een huisartsenpraktijk opende. Bouma hield er voor zijn tijd moderne opvattingen over geneeskunde op na. Zo deed hij onderzoek naar bloeddruk tijdens operaties. Bouma was een van de initiatiefnemers tot het stichten van het Sint Antonius Ziekenhuis. Daarnaast was hij lid van de gemeenteraad van Sneek (1902-1910) en was hij wethouder (1911-1919).
Zijn betrokkenheid bij de welvaart en bestuur van de stad maakte Bouma populair in Sneek. De Dr. Boumaweg werd in 1943 naar hem vernoemd. Tot 1943 heette de straat de Stationsweg. De Dr. Boumaweg is het adres van het Sint Antonius Ziekenhuis.

## Persoonlijk
Bouma was de zoon van meelfabrikant Nammen Gerben Bouma en Akke Droge. Hij studeerde in Leiden en Berlijn. In 1888 trouwde hij met Wildina Christina Beekhuis.